# Topsfield (hrabstwo Essex)
Topsfield – jednostka osadnicza w Stanach Zjednoczonych, w stanie Massachusetts, w hrabstwie Essex.